# 福井川橋梁

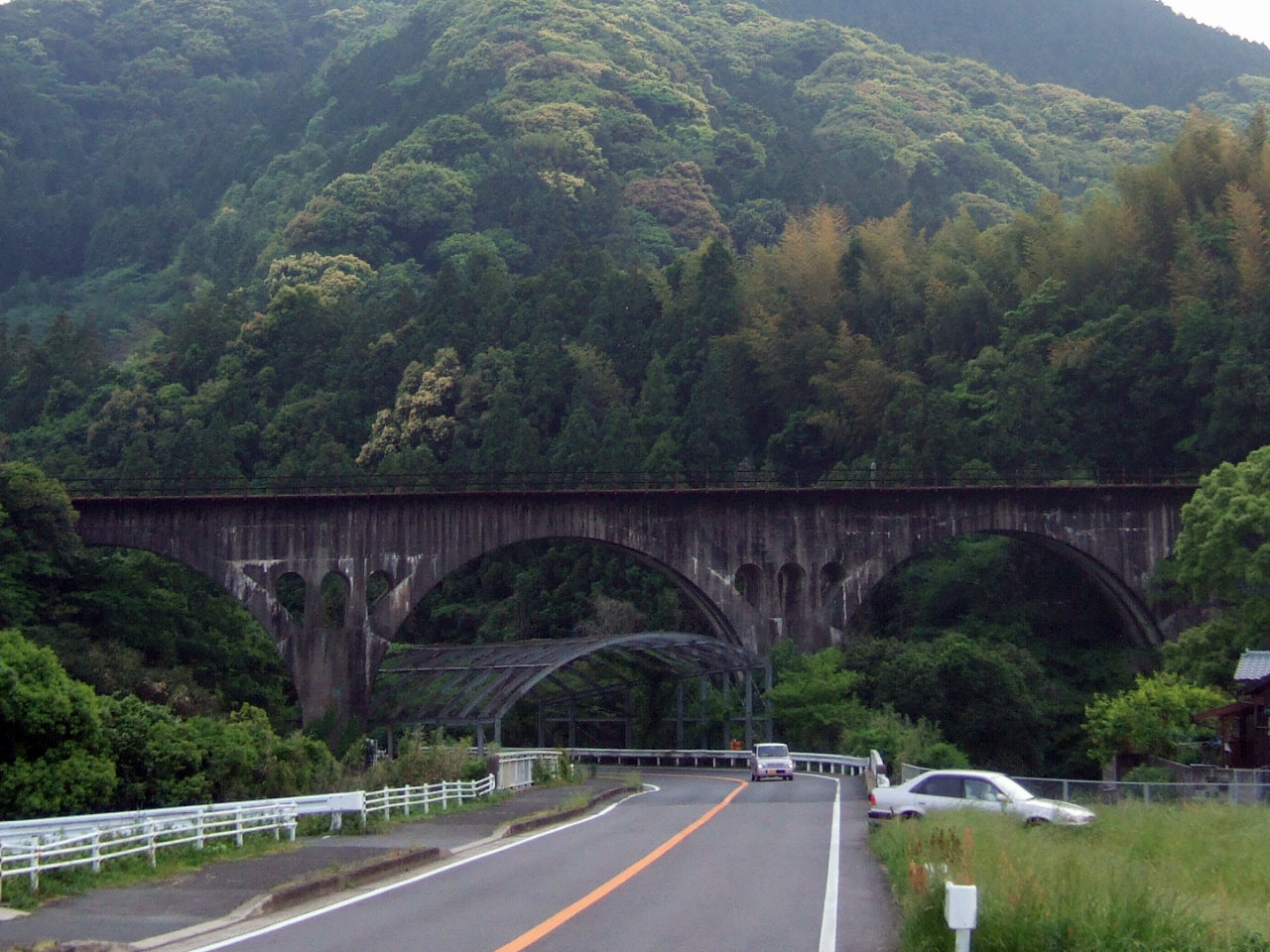
北側からみた福井川橋梁（2008年5月撮影）

福井川橋梁（ふくいがわきょうりょう）は、長崎県佐世保市吉井町直谷と同市江迎町田ノ元の境界（松浦鉄道西九州線の潜竜ヶ滝駅～吉井駅間）となる福井川（佐々川支流）に架かる単線鉄道橋である。2006年（平成18年）9月、同駅間にある他の2本の橋梁とともに国の登録有形文化財に登録され、また長崎県のまちづくり景観資産にも指定されている。

## 概要
当時の国鉄伊万里線（現松浦鉄道西九州線）の建設に伴い架橋されたもので、1942年（昭和17年）に竣工、1944年（昭和19年）4月13日の潜竜（現潜竜ヶ滝）～肥前吉井（現吉井）間の開業に伴い供用開始された。
コンクリート製3連アーチ橋で、橋梁の長さは79m（うちアーチ部67.06m）、アーチ半径は10m。

## 竹筋コンクリート橋説
当橋梁が架橋された時期は戦時中で鉄材の不足していた時期であることから、鉄筋コンクリートではなく竹を用いた竹筋コンクリートだという地元住民の証言がある。また資料が少なく、無筋の可能性もあるという。
竹筋コンクリートで建設されたとすれば日本国内の現用鉄道橋としては他に類例がないため、松浦鉄道が2002年（平成14年）から調査を開始。2006年（平成18年）2月には工学院大学に依頼して非破壊検査（電磁波レーダー法）とコア抜きを行った。アーチ部分から数カ所のコア抜きが行われたが竹筋使用については確認ができなかった。また営業路線であるため強度に影響を与えることが出来ないなどの制約があり不明のまま調査は終了したが、地元住民の目撃証言が得られたことから竹筋の使用は一部にとどまると推測されている。

## アクセス
- 松浦鉄道潜竜ヶ滝駅下車、徒歩約5分。
- 西肥バス「松原町」または「田の元」バス停下車。